# University of Antique
Die University of Antique (AU) befindet sich in der Provinz Antique auf den Philippinen. Sie ist eine staatliche Universität und gilt als eine bedeutende Bildungseinrichtung in der Verwaltungsregion der Western Visayas. Der Hauptcampus der Universität befindet sich in der Mayor Santiago A. Lotilla Street in Sibalom. Sie hat drei Satellitencampusse in Hamtic, Libertad und Tibiao.

## Fakultäten
Die University of Antique beherbergt sieben verschiedene Fakultäten, diese sind in Hochschul- und Fachschulbereiche, sowie in der Berufsausbildung in Colleges gegliedert. Dieses sind die College of Teacher Education, College of Technology, College of Maritime Studies, College of Computer Studies, College of Arts and Sciences, College of Business Management, College of Engineering and Architecture und die Graduate School.

## Geschichte
Die Geschichte der Universität begann am 19. Januar 1954, als in Sibalom eine Grundschule eröffnet wurde. Das Gebäude wurde im Jahr 1956 vom Taifun Delta jedoch zerstört und die örtlichen Behörden sahen sich außer Stande, den Wiederaufbau zu unterstützen. Der für den Distrikt zuständige Abgeordnete Tobias Fornier veranlasste über das Republikgesetz 857 die Gründung der Antique School of Arts and Trades, so dass auch staatliche Gelder für den Wiederaufbau beantragt werden konnten. Der damalige Bürgermeister von Sibalom Santiago A. Lotilla griff die Initiative auf und stellte Land zur Verfügung, auf dem die Gebäude errichtet werden konnten. In den 1960er und 70er Jahren wurden die Ausbildungsprogramme der Schule immer weiter ausgeweitet und die Schule wurde in dieser Zeit bekannt für ihre Forschungen an keramischen Werkstoffen.
Der nächste große Schritt fand am 14. November 1982 statt, als die Schule den Status eines Colleges erhielt und Polytechnic State College of Antique genannt wurde. In den 1990er Jahren wurden die beiden Satellitencampusse in Hamtic und Tibiao durch die Übernahme der dortigen Bildungseinrichtungen in die Organisationsstruktur des Colleges gegründet. Nach dem 50. Jahrestag der Gründung der ersten Schule wurde dem College der Status einer Universität zuerkannt.